# Leki beta-adrenolityczne

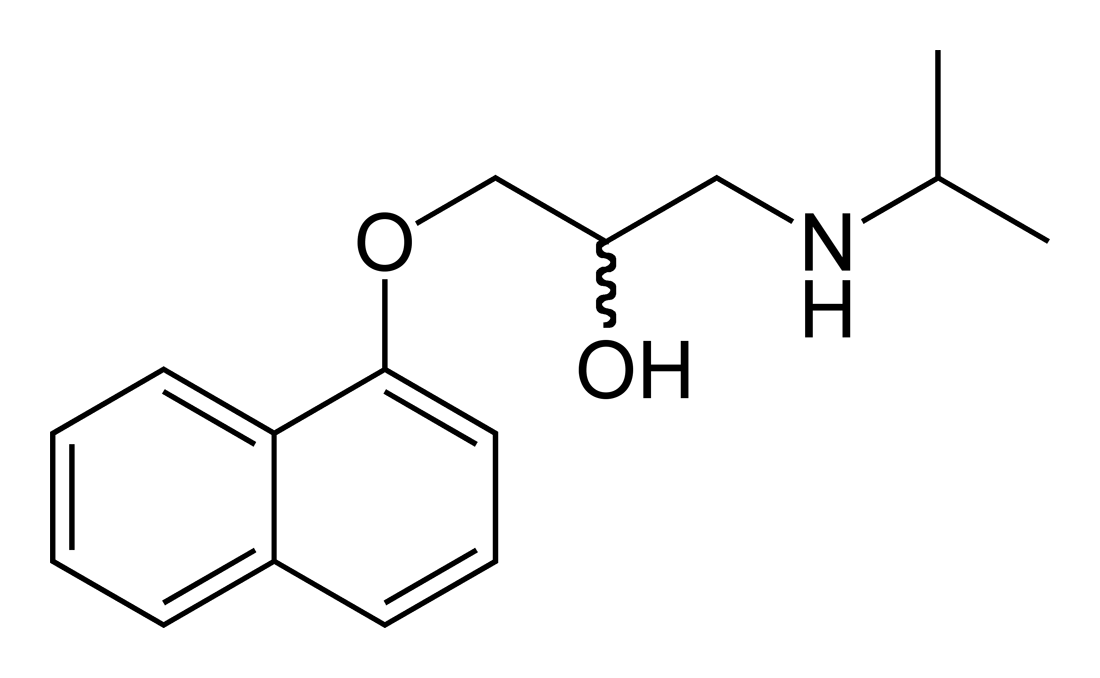
Propranolol, pierwszy zastosowany z powodzeniem lek beta-adrenolityczny

Leki beta-adrenolityczne (leki β-adrenolityczne), beta-adrenolityki (β-adrenolityki), leki beta-sympatykolityczne, potocznie beta-blokery lub β-blokery (ATC: C07) – grupa leków działających antagonistycznie na receptory β1 i β2 adrenergiczne. Hamują aktywność układu współczulnego, wywierając działanie na niemal cały organizm. Jest to jedna z najważniejszych grup leków stosowanych w kardiologii, a zwłaszcza w chorobie niedokrwiennej serca i nadciśnienia tętniczego. Znajdują też zastosowanie w leczeniu innych schorzeń.

## Działanie
Ich działanie związane jest z zablokowaniem receptora beta-adrenergicznego, co powoduje następujące efekty biologiczne:
- w obrębie serca – zmniejszenie częstości akcji serca (efekt chronotropowy ujemny), spadek przewodnictwa przedsionkowo-komorowego (efekt dromotropowy ujemny), obniżenie kurczliwości mięśnia komór (efekt inotropowy ujemny) i zmniejszenie objętości wyrzutowej i minutowej serca, zmniejszenie zużycia tlenu przez mięsień sercowy, zwiększenie przepływu wieńcowego i poprawa odżywienia mięśnia sercowego poprzez wydłużenie rozkurczu (efekt luzytropowy ujemny)
- w obrębie naczyń krwionośnych – skurcz naczyń i zwiększenie oporu obwodowego
- w obrębie mięśni gładkich narządów wewnętrznych – skurcz (np. oskrzeli)
- w układzie RAA – hamują wydzielanie reniny i w konsekwencji obniżają ciśnienie krwi
- w oku: obniżają ciśnienie śródgałkowe.

Wyniki badań przedstawione podczas konferencji European Breast Cancer Conference 2010 wskazują, że leki beta-adrenolityczne zapobiegają również tworzeniu się przerzutów raka sutka.
Poszczególne leki z tej grupy różnią się:
- selektywnością wpływu na receptory β2 i β1-adrenergiczne – wpływa to na częstość występowania działań niepożądanych; leki nieselektywne mogą powodować skurcz oskrzeli
- wewnętrzną aktywnością β-adrenergiczną (ISA); leki mające tę właściwość są mniej niebezpieczne – po przedawkowaniu nie dojdzie do całkowitej blokady serca, gdyż w niewielkim stopniu będą one pobudzały serce do skurczu
- działaniem chinidynopodobnym; leki o działaniu chinidynopodobnym wykazują słabe właściwości antyarytmiczne oraz znieczulające (mogą maskować bóle wieńcowe).

## Wskazania
- nadciśnienie tętnicze (pojawiły się wątpliwości, czy leki beta-adrenolityczne mogą być lekami pierwszego rzutu w terapii nadciśnienia tętniczego, z uwagi na nieakceptowalne ryzyko rozwoju cukrzycy przy długotrwałym stosowaniu[2])
- choroba niedokrwienna serca
- nadkomorowe zaburzenia rytmu serca związane ze zwiększona pobudliwością
- komorowe zaburzenia rytmu serca
- ból głowy w tym migreny (propranolol, ale też inne leki)
- tachykardia zatokowa
- nadczynność tarczycy (propranolol)
- jaskra (zmniejszają ciśnienie śródgałkowe: karteolol, metipranolol, timolol)
- abstynencja alkoholowa (łagodzenie objawów psychosomatycznych)
- nerwice lękowe (łagodzenie objawów psychosomatycznych: propranolol, metoprolol: spadek RR, likwiduje drżenia, pocenie się, kołatanie serca)
- guz chromochłonny rdzenia nadnerczy (jako terapia dodatkowe przed leczeniem operacyjnym)
- zespół Marfana
- omdlenia odruchowe
- wady wrodzone serca ze zwężeniem drogi odpływu komory prawej (zespół Fallota oraz inne wady złożone z podzastawkowym zwężeniem tętnicy płucnej)
- kardiomiopatia przerostowa (szczególnie forma zwężająca)
- wrodzony zespół długiego QT
- zespół wypadania płatków zastawki przedsionkowo-komorowej lewej[3]

## Przeciwwskazania
- bradykardia zatokowa
- blok przedsionkowo-komorowy II stopnia i blok przedsionkowo-komorowy III stopnia
- wstrząs kardiogenny
- zespół chorego węzła zatokowo-przedsionkowego (ryzyko wywołania bloku serca)[4]
- niewyrównana astma oskrzelowa, przewlekła obturacyjna choroba płuc lub inna przewlekła choroba płuc (pojawiają się głosy sugerujące, że stosowanie leków beta-adrenolitycznych u niektórych chorych na astmę oskrzelową może korzystnie wpływać przeciwzapalnie w obrębie dróg oddechowych i łagodzić nadreaktywność oskrzeli[5][6])
- nasilone zaburzenia krążenia obwodowego
- angina Prinzmetala

## Działania niepożądane
- układ krążenia − bradykardia (zwolnienie rytmu serca), niewydolność krążenia, blok przedsionkowo-komorowy, hipotensja (nadmierne obniżenie ciśnienia), ziębnięcie dłoni i stóp
- ośrodkowy układ nerwowy − oszołomienie, depresja, zaburzenia widzenia, halucynacje, nietypowe sny, problemy z pamięcią
- przewód pokarmowy − nudności, wymioty, bóle brzucha, biegunka lub zaparcie
- układ oddechowy − zaostrzenie przebiegu lub prowokacja napadu astmy oskrzelowej
- u niektórych chorych przejściowa impotencja
- diabetogenność (potwierdzona w polskim badaniu Screen-Pol). Jako substancje zmniejszające wydzielanie insuliny, leki blokujące receptory beta-adrenergiczne mogą również zwiększać zapotrzebowanie na leki stymulujące wydzielanie insuliny lub pogarszać ich skuteczność. W neuropatii sercowo-naczyniowej w przebiegu cukrzycy beta-blokery mogą, przez blokadę współczulną, zwiększać stopień „odnerwienia” układu krążenia i zmniejszać jego adaptację do stresu; mogą wreszcie maskować objawy adrenergiczne hipoglikemii[7].

## Leki należące do tej grupy
- nieselektywne (blokujące receptory β2 i β1-adrenergiczne): oksprenolol, metypranolol, pindolol, propranolol, sotalol, tymolol, nadolol, alprenolol, karteolol
- selektywne (blokujące tylko receptory β1-adrenergiczne): metoprolol, atenolol, celiprolol, acebutolol, betaksolol, bisoprolol, esmolol, nebiwolol
- leki alfa- i beta-adrenolityczne: labetalol, karwedilol